# Башова
Башова (укр. Башова) — село в Копачовской сельской общине Луцкого района Волынской области Украины.
До 2020 года входило в Рожищенский район.
Код КОАТУУ — 0724582902. Население по переписи 2001 года составляет 267 человек. Почтовый индекс — 45150. Телефонный код — 3368. Занимает площадь 1,18 км².